# Planoise
Planoise är ett område och ort beläget sydväst om Besançon i Frankrike. 
Planoise bebyggdes i slutet av 1970-talet med över 8 000 bostäder och där finns nu över 20 700 invånare.